# Andrew Luck
Andrew Austen Luck, född 12 september 1989 i Washington, D.C., är en före detta amerikansk fotbollsspelare (quarterback) för NFL-laget Indianapolis Colts.
Luck spelade på collegenivå för Stanford University och draftades allra först 2012 av Colts.
Efter flera år av skador valde han att dra sig tillbaka inför 2019 års säsong. 